# Ioșkar-Ola

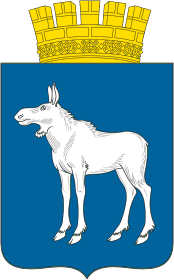
Stema oraşului Ioşkar-Ola

Ioșkar-Ola (ru. Йошкар-Ола) este un oraș din Republica Mari El, Federația Rusă, cu o populație de 256.719 locuitori. Orașul Ioșkar-Ola este capitala Republicii Mari El.
1. ↑   (PDF) http://www.i-ola.ru/userfiles/file/gen_plan_A3_2009.pdf Lipsește sau este vid: |title= (ajutor)